# 百利镇
百利镇，是中华人民共和国四川省广元市苍溪县下辖的一个乡镇级行政单位。2020年5月，撤销八庙镇，设立百利镇，以原八庙镇、陵江镇解放村、百利村、金花村、嘉陵村和东青镇玉京村、中心村、高峰村所属行政区域为百利镇行政区域。

## 行政区划
百利镇下辖以下地区：
和平村、玉树村、王家口村、瑚琏村、青春村、郁家沟村、举台村、涧溪村、塘坪村、方斗村、新岭村、珑玲村和七树村，解放村、百利村、金花村、嘉陵村，玉京村、中心村、高峰村。